# Tenuipalpus panici
Tenuipalpus panici är en spindeldjursart som beskrevs av De Leon 1965. Tenuipalpus panici ingår i släktet Tenuipalpus och familjen Tenuipalpidae. Inga underarter finns listade i Catalogue of Life.